# Dutveren, Silvan
Dutveren là một xã thuộc huyện Silvan, tỉnh Diyarbakır, Thổ Nhĩ Kỳ.